# Luís Coelho de Barbuda
Luís Coelho de Barbuda (Lisboa, ? — ?) foi um funcionário da Casa Real em Lisboa durante a União Ibérica que se notabilizou no campo da investigação histórica.

## Biografia
Luís Coelho de Barbuda nasceu em Lisboa, filho de pais nobres que o habilitaram para ocupar um cargo de criado da Casa Real. Foi muito grande conhecedor da história portuguesa, de que resultou publicar uma obra, a que deu o título de Empresas militares de Lusitanos [...]. A obra, escrita em castelhano, é considerada como escrita em «estilo laconico, e elegante na lingua Castelhana em que era muito perito», consta de 18 livros que compreendem as acções militares dos portugueses desde o Conde D. Henrique até ao ano de 1607, em que foi invadida a Praça de Moçambique pelos holandeses aos quais derrotou D. Estêvão de Ataíde. 

## Obras publicadas
Conhecem-se as seguintes obras da autoria de Luís Coelho de Barbuda:
- Empresas militares de Lusitanos. Lisboa por Paulo Crasbeeck 1624.
- Por la fidelidad Lusitana apologia contra el Doctor Carrillo, el Doctor Antonio Cicarelli, y sus escritos de Ieronimo Franchi. Lisboa por Jorge Rodrigues 1626.
- Chinae olim Sinarum regionis, nova descriptio.